# Gilbert Sweetlove
Gilbert Sweetlove (Oostende, 7 december 1928 - Jette, 22 februari 2014) was een Belgisch politicus voor de PVV.

## Levensloop
Beroepshalve was hij inspecteur Financies bij de belastingen en voorzitter van de arbeidsrechtbank. 
Van 1963 tot 1972 was hij syndicaal actief als vakbondssecretaris van de Groep Provincies en Gemeenten van het Liberaal Syndicaat der Openbare Diensten (LSOD). Daarnaast was hij OCMW-voorzitter en gemeenteraadslid te Jette en van 1991 tot 1992 voorzitter van het Brussels regionaal comité van de VBSG.